# Cannonia meridionalis
Cannonia meridionalis es un coleóptero de la familia Chrysomelidae.
Fue descrita científicamente por primera vez en 1901 por Weise.